# 임현

남원성 전투 당시 일본군의 공략도

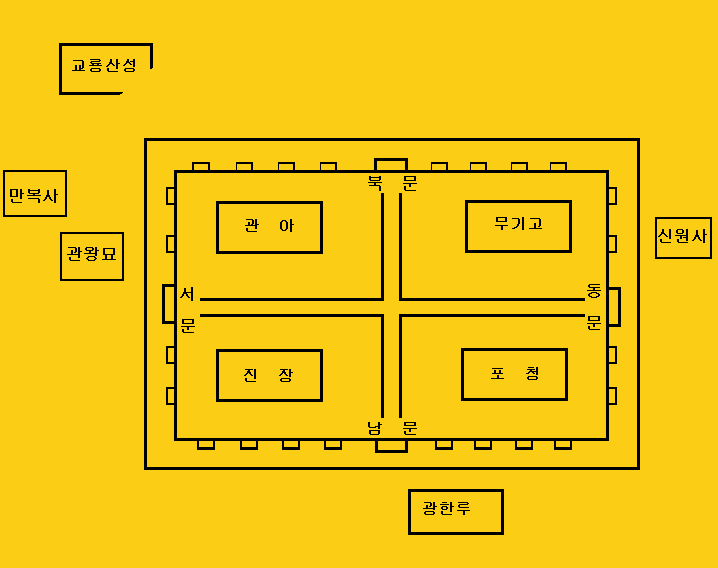
남원성 내부 간략도

임현(任鉉, 1547년 ~ 1597년 8월 16일)은 조선 중기의 문신으로 본관은 풍천(豊川), 자는 사중(士重), 호는 애탄(愛灘)이다. 임몽신(任夢臣)의 차남이다.

## 생애
중종 때 한성판윤·공조판서를 역임한 임유겸(任由謙)은 그의 종조부 임유손의 형으로, 재상 임권, 임추 형제는 그의 재종조부가 된다. 1583년에 정시문과 급제를 하여 승문원정자가 되었으나 1591년 서인 정철의 일당이라 하여 파직되었다.
1592년(선조 25) 임진왜란이 발발하자 강원도도사(江原道都事)로서 춘천(春川)의 왜군 400여 명을 잡아 죽였으며, 같은 해 회양부사(淮陽府使), 1594년(선조 27) 길주목사(吉州牧使)를 거쳐 1597년 4월 남원부사(南原府使)로 나갔다.
1597년(선조 30) 8월 남원성이 수만의 왜군에게 포위되고 명나라 장수 양원(楊元)이 도망간 상황에서도 분전했으나, 결국 전사했다.
사후 증 의정부좌찬성(左贊成)으로 추증되었으며, 1706년(숙종 32) 충간(忠簡)이라는 시호를 받았다.

## 가족 관계
※『임현 신도비명』을 참고했다.
- 증조 - 임유손(任由遜) : 감찰(監察), 증(贈) 좌승지(左承旨)
  - 조부 - 임정(任楨) : 내섬시정(內贍寺正), 증 예조참판(禮曹參判)
    - 아버지 - 임몽신(任夢臣, 1519년 ~ ?) : 원주목사(原州牧使), 증 좌찬성(左贊成)
    - 어머니 - 야로(冶爐) 송씨(宋氏)
      - 형 - 임탁(任鐸, 1544년 ~ 1594년) : 상서원직장(尙瑞院直長), 증 좌승지
      - 부인 - 군수(郡守) 이원(李遠)의 딸
      - 아들 - 임익지(任翼之)
      - 첫째 사위 - 신계봉(辛繼奉)
      - 둘째 사위 - 최광철(崔光澈) : 현감(縣監)
      - 셋째 사위 - 한여제(韓汝濟)
      - 넷째 사위 - 이정(李綎) : 진사(進士)